# Осинки (посёлок станции, городской округ Семёновский)
Оси́нки — посёлок станции в городском округе Семёновский Нижегородской области.

## Описание
Посёлок расположен в 10 км от административного центра сельсовета — Посёлка станции Тарасиха и 52 км от областного центра — Нижнего Новгорода.

## Население
| 2002 | 2010 |
| ---- | ---- |
| 304  | ↘285 |

## Транспорт
В посёлке располагается станция Осинки Горьковской железной дороги. Раньше на станции было здание вокзала.
По окраине проходит автомобильная дорога регионального значения Р159.